# Gheorghe Berceanu
Gheorghe Berceanu, né le 28 décembre 1949 à Cârna (județ de Dolj) et mort le 30 août 2022 à Slatina, est un lutteur roumain ayant participé aux Jeux olympiques d'été de 1972 et ceux de 1976. Il y remporte une médaille d'or et une médaille d'argent.

## Palmarès

### Jeux olympiques
- Jeux olympiques de 1972 à Munich,  Allemagne
  -  Médaille d'or

- Jeux olympiques de 1976 à Montréal,  Canada
  -  Médaille d'argent